# Kreuzeck (Kreuzeckgruppe)
Das Kreuzeck ist ein Berg der Kreuzeckgruppe im österreichischen Bundesland Kärnten. 

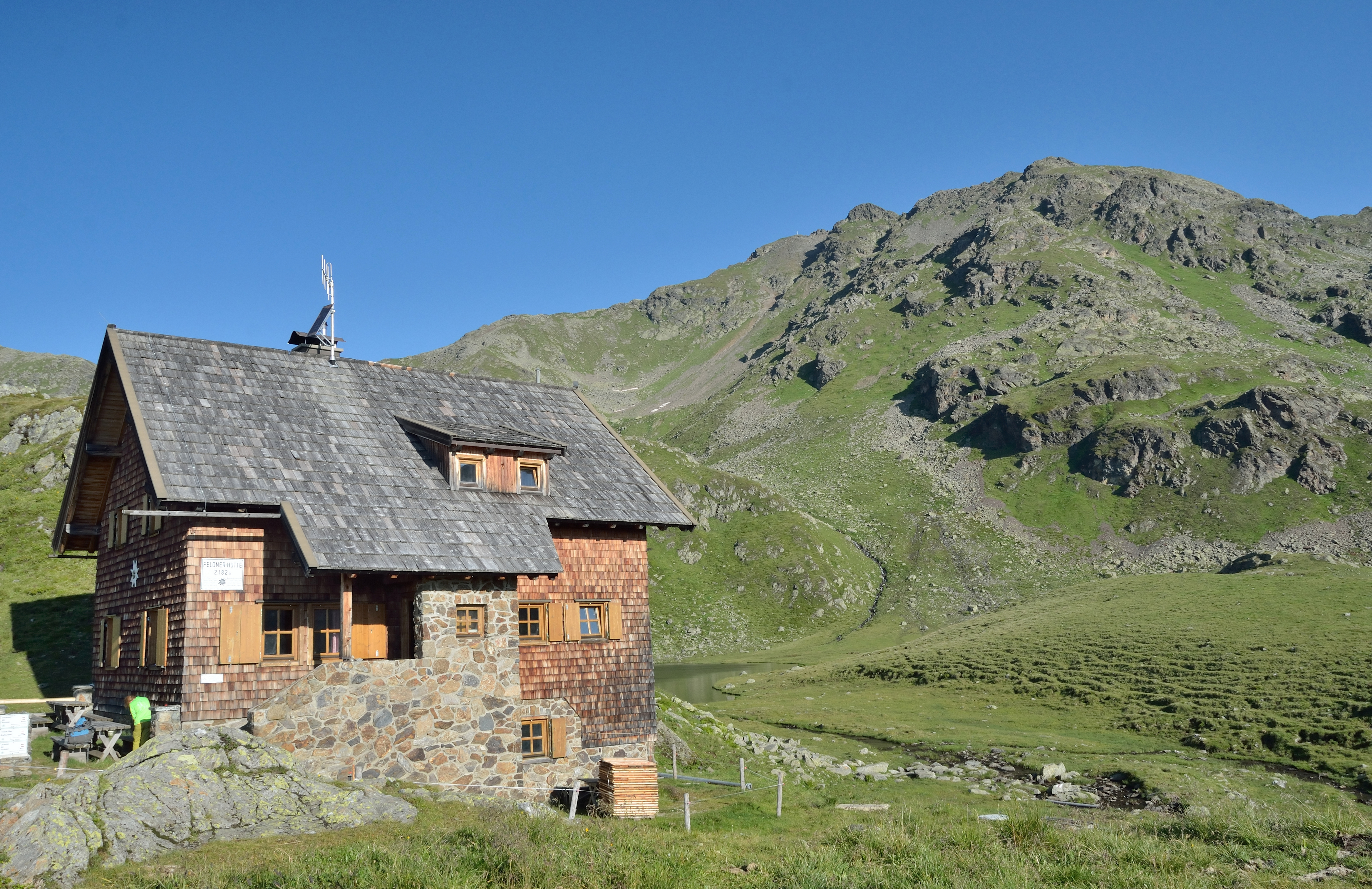
Das Kreuzeck von Südosten mit der Feldnerhütte im Vordergrund

## Lage
Das Kreuzeck ist ein markanter Berg im Zentrum der Kreuzeckgruppe. Nach Norden und später Nordosten zieht sich ein Kamm über den Striedenkopf zum Polinik, der Kamm nach Osten geht über Dechant, Annaruhe und Salzkofel Richtung Möllbrücke. Nach Süden zieht sich ein Grat über Rothorn und Hochtristen, der Westgrat verläuft über Kleines Hochkreuz, Hochkreuz, Sandfeldkopf und Zietenkopf bis zum Iselsberg.
Auf der Spitze des Kreuzecks treffen die drei Gemeinden Reißeck, Stall und Greifenburg zusammen.

## Anstiege

### Anstieg von der Feldnerhütte
Von der Feldnerhütte (2188 m) erreicht man den Gipfel des Kreuzecks nach 520 Höhenmetern in etwa 1h und 40min. Dazu folgt man erst dem Kreuzeck Höhenweg nach Westen. Auf etwa 2300 Meter Seehöhe führt dieser Weg nach links ins Glenktörl. Der Aufstieg führt ab hier in Serpentinen zum Südgrat und über diesen auf den Gipfel des Kreuzecks.

### Anstieg vom Wöllabachtal
Ausgangspunkt für diesen Anstieg ist ein kleiner Parkplatz beim Speicher Wölla auf 1530 Meter Seehöhe. Diesen erreicht man, indem man in Pußtratten im Osten von Stall im Mölltal von der Bundesstraße abbiegt und der asphaltierten Forststraße etwa 7,5 Kilometer folgt. Hier weist der Wegweiser Feldsee/Kreuzeck auf einen Almweg, über den man bald die Oberen Gößnitzer Hütten erreicht. Nach einem kurzen Flachstück steigt man über Serpentinen zur Staller Wölla an. Weiter nach Osten passiert man mehrere kleine Seen vor einem kurzen Anstieg zum Glenktörl. Hier wendet man sich nach Norden und steigt über den Südgrat auf das Kreuzeck.
Auf etwas mehr als 7 Kilometern überwindet man 1200 Höhenmeter.

## Hütten, Stützpunkte
Die nächsten Stützpunkte sind:
- Feldnerhütte: Die Alpenvereinshütte mit 9 Betten und 30 Matratzenlagerplätzen sowie einem beheizbaren Winterraum ist die nächste Hütte und liegt südöstlich des Gipfels.[2]
- Gasthof Alpenheim: Privater Gasthof mit Übernachtungsmöglichkeit auf 1200 Meter Seehöhe im Teuchltal.[5]